# Karl Kowarik (Musiker)
Karl Kowarik (* 6. März 1922 in Wien; † 1. September 2002 ebenda) war ein österreichischer Jazz- und Unterhaltungsmusiker (Altsaxophon und Klarinette).
Kowarik spielte nach 1945 mit dem Hot Club Vienna und dann dem Tanzorchester von Horst Winter. Weiterhin war er in den Orchestern von Willy Fantel, Johannes Fehring und Carl de Groof sowie in zahlreichen anderen Formationen tätig. Kowarik arrangierte für Art Farmer, die ORF-Big Band, Marianne Mendt, aber auch Johannes Heesters und Freddy Quinn. Auch nahm er mit Hans Koller, Karl Loubé und Claudius Alzner auf. Ferner war er Lehrer für Saxophon an der Jazzabteilung des Konservatoriums der Stadt Wien. Er war Lehrer bedeutender österreichischer Saxophonisten u. i. Hans Salomon, Wolfgang Puschnig, Martin Fuss, Klaus Dickbauer, Thomas Huber, Horst Hausleitner, Thomas Faulhammer.

## Lexikalische Einträge
- Oesterreichisches Musiklexikon Online, Wien 2002–2010, ISBN 978-3-7001-3077-2